# ジョン・パー (ノバスコシア総督)

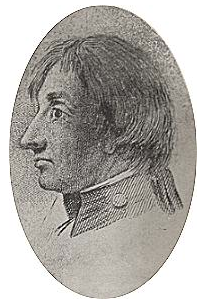
ジョン・パー総督。1780年に描かれたエッチング版画の肖像。

ジョン・パー（John Parr、1725年12月20日 - 1791年11月25日）は、イギリス（グレートブリテン王国）の陸軍士官、（現在のカナダ、ノバスコシア州一帯に相当する）ノバスコシア植民地総督。アイルランドのダブリンに生まれ、英領ノバスコシアのハリファックスで没した。遺体はハリファックスのセント・ポール教会 (St. Paul's Church) の地下聖堂（クリプト）に納められている。 

## 生い立ちと軍歴
アイルランドのダブリンで、17世紀にアイルランドへ移住したアングロ・アイリッシュ貴族の家系に生まれたパーは、トリニティ・ハイスクール (Trinity High School) に学んだ。1745年、19歳で ensign（階級を指すとすれば少尉、職務を指すとすれば旗手）としてイギリス陸軍第20歩兵連隊（20th Regiment of Foot：ランカシャー・フュージリアーズ (Lancashire Fusiliers) の前身）に加わり、オーストリア継承戦争に従軍した。
1746年のカロデンの戦いの際には、准大尉（サバルタン）の士官としてカンバーランド公ウィリアム王子の軍勢の一員として、チャールズ・ステュアートに率いられたジャコバイトの反乱を鎮めるため、広くスコットランド各地を行軍した。
1755年、パーは第20歩兵連隊の大佐であったジェームズ・ウルフの副官となった。1759年、七年戦争中のミンデンの戦い (Battle of Minden) においてパーは負傷し、6か月間を病院で過ごした。その後は、6年間のジブラルタル駐在を経て、中佐に昇進した。1776年、パーは連隊から除隊し、1778年にはロンドン塔のメイジャー（少佐相当）という高遇の閑職を与えられた。

## ノバスコシア総督
1782年、パーのパトロンであったシェルバーン伯爵ウィリアム・ペティが影響力を発揮し、パーはノバスコシア総督に指名された。折しもアメリカ独立戦争の直後であり、イギリスに忠実であったロイヤリストたちが、追及の手を逃れて北上し、難民となってノバスコシアへ流入してくる状況があった。その規模は3万5千人ともいわれ、1782年から1783年にかけての冬に1万人が流入したハリファックスでは、倉庫や教会、停泊している船舶などを宿舎として彼らを収容する事態となった。
1782年10月5日、パーは家族とともにハリファックスに到着した。前任者のフランシス・レゲ (Francis Legge) は、既に6年間にわたってイングランドに召還されたままの不在総督となっており、現地では数代にわたって軍人副総督が職務を代行していた。そうした代行者の最後を務めていたサー・アンドリュー・ハモンド (Sir Andrew Hamond) は、自身が総督に任命されるものと思っていた。パーが総督に指名されたことに腹を立てたハモンドは、新総督の着任後すぐに辞職し、イングランドへ帰還してしまった。後任の副総督には、当地へやって来たばかりのロイヤリストであったエドマンド・ファニング (Edmund Fanning) が任命された。
1786年、イギリス領北アメリカ (British North America) の行政体制が再編された際、パーは新設されたカナダ総督兼イギリス領北アメリカ総督として、自分が指名されることを期待したが、結局この地位にはガイ・カールトンが指名され、カールトンはドーチェスター男爵 (Baron Dorchester) として貴族に叙された。この再編によってノバスコシア総督は廃止され、パーはカナダ総督の下に置かれたノバスコシア副総督に改めて任命され、ドーチェスター卿が上司という位置づけになった。
パーの統治は、合衆国から逃れて来たアフリカ系アメリカ人ロイヤリスト (African-American Loyalists) である黒人ノバスコシア人 (Black Nova Scotians) の入植を監督する立場にあった。パーは、この件で、「差別的な扱いをし、対応を大幅に遅らせた」として非難された。パーは、ノバスコシアのダートマス (Dartmouth) を捕鯨業の拠点にするべく取り組んだが、他方では、「判事問題 (judges' affair)」に巻き込まれ、法律家として無能な者たちを判事に据えたとして弁護士たちから非難された。
パーは、新たに入域して来たロイヤリストたちからの、土地や補給を求める声から圧力を受けながら、財政が破綻しないように務めなければならなかった。
イギリス本国の政府には、ロイヤリストたちの窮状を訴える声が殺到しており、ロイヤリストたちに対するパーの態度は同情的でなさすぎると訴えられていた。こうした立場ゆえの精神的ストレスが、パーの健康に影響を与えたようで、パーは66歳で在職のまま亡くなった。パーの葬儀は、第20歩兵連隊が取り仕切り、最高級の軍隊式葬儀が執り行われた。遺体は、ハリファックスのセント・ポール教会に納められた。
ノバスコシア州の町パーズボロ (Parrsboro) は、パーを讃えて名付けられた。

## 典拠
1. 1 2 3 4 5 6 7 8  Peter Burroughs (1979年). “Parr, Jphn”.   University of Toronto / Dictionary of Canadian Biography Online. 2013年10月13日閲覧。

- History of the XX Regiment
- Historical biographies: John Parr
- Memoirs of John Parr by James S. MacDonald
- Biography at the Dictionary of Canadian Biography Online
- Blupete Biography

| 公職                                                       | 公職                                                                  | 公職                                         |
| ---------------------------------------------------------- | --------------------------------------------------------------------- | -------------------------------------------- |
| 先代 サー・アンドリュー・ハモンド Sir Andrew Hamond (代行) | ノバスコシア総督 Governor of Nova Scotia 1783年 – 1786年              | 次代 廃止                                    |
| 先代 エドマンド・ファニング Edmund Fanning                 | ノバスコシア副総督 Lieutenant Governor of Nova Scotia 1786年 – 1791年 | 次代 リチャード・バルクリー Richard Bulkeley |